# Eduardo Lorente
Eduardo Lorente (Barcellona, 24 maggio 1977) è un nuotatore spagnolo.
Specializzato nello stile libero ha partecipato alle Olimpiadi di Sydney 2000 e Atene 2004.

## Palmarès
- Europei in vasca corta

Vienna 2004: bronzo nei 50m sl.
Helsinki 2006: oro nei 50m sl.
- Giochi del Mediterraneo

Almerìa 2005: argento nei 50m farfalla, nella 4x100m sl e nella 4x100m misti.